# 大人のADHD
大人のADHDまたは成人のADHD（英: adult ADHD, adult with ADHD, ADHD in adults）ないしは大人の注意欠陥・多動性障害（英: adult attention deficit hyperactivity disorder）は、大人における注意欠陥・多動性障害（ADHD）という神経生物学的な疾患である。2013年のDSM-5（第5版）によって診断基準が追加された。かつてはAADDと呼ばれていた。
現状では、解説は注意欠陥・多動性障害に詳しい。

## 概要
幼少期から症状のある子たちのうち約3分の1から3分の2の子らは生涯を通してADHDの目立つ症状を現し続ける。
DSM-5では3種類のADHDが区別されている。
- 不注意優勢型（ADHD-PIまたはADHD-I）
- 多動優勢型（ADHD-PH）または多動・衝動型（ADHD-HI）
- 複合型（ADHD-C）

多動・衝動型の症状がその後の人生で現れることは比較的少ない。多動の症状は次第に「内面的な落ち着きのなさ」（inner restlessness）へと変わっていく傾向がある。この変化は青年期に始まり、この落ち着きのなさは大人になってからも継続する。
大人のADHDは典型的には注意散漫であること、作業をやり遂げるのが困難であること、ぐずぐずすることそして整理整頓ができないという問題によって特徴づけられる。とりわけ、ADHDのある大人は指示に従うこと、情報を想起すること、集中すること、整理整頓する任務、指定された時間の枠内で作業をやり終えることそして待ち合わせをしたときに時間通りに来ることが常に困難であるという症状を示す。これらの困難はADHDを持つ大人の生活におけるいくつかの異なる領域に影響を与え、例えばそれらの困難は情緒面の問題、社交面の問題、職務上の問題、結婚にかかわる問題、法律上の問題、金銭上の問題なおかつ、あるいはまたは学業上の問題を引き起こす。結果として、通常は自尊心が損なわれていく。しかしながら、いったん適切な助言や指導が行われさえすれば、ADHDのこれらの特質は仕事上の成功へとつながることもありうるし、ときには批判的思考や創造性における比類のない強みへとつながることもありうる。
疾患の診断は臨床医による1回か数回の査定面談をもとにして行われる。査定は次のことを検討するのを含む。
- 個人の経歴
- 家族または親密な友人から得た、観察をもとにした証拠
- 子どものころまでしばしばさかのぼって調べた成績表

ADHDにしばしば併発する疾患にさらにかかっている可能性を診断するための診察も同時に行われる。併発する疾患は併存疾患（comorbidities）ないしは併存障害（comorbid disorders）と呼ばれる。
この疾患は高度に遺伝性のものである。そしてこの疾患の正確な原因は完全には分かっていないが、遺伝的あるいは環境的要因が関与していると理解されている。ADHDは小児期に発症する疾患であり、通常はこの疾患があると診断されるためには12歳よりも前から症状が現れている必要がある。治療中の小児は、成人になるとともにもし必要であれば成人医療へとそのまま移行する。他方で成人の診断は患者の経歴を十分に検討することを含む。
ADHDの人が学校や仕事場にいる間は、より効率的で生産的に作業をすることを助けるために合理的な居場所を整備することができる。

## 分類
2013年版の『精神障害の診断と統計マニュアル』であるDSM-5は3種類のADHDを定義している。
1. 不注意優勢型
2. 多動衝動優勢型
3. 2つの型両方の症状が現れる複合型

ADHDの診断基準を満たす人は必ず次の症状を現している。
- 不注意優勢型の人が現している少なくとも6つの不注意優勢型の症状
- 多動衝動優勢型の人が現している少なくとも6つの多動衝動優勢型の症状
- 複合型の人が現している上記の両方すべての症状

## 徴候と症状
ADHDは慢性疾患なので幼少期から始まり全生涯を通して持続する。ADHDのある子どもの33～66%が大人になってもADHD関連の著しい症状を持ち続けると見積もられている。このことは教育、就職そして人間関係に重大な影響を与える。
ADHDのある人は自己統制や自分でやる気を起こすことを苦手とする。このことは注意散漫である、ぐずぐずする、やることが乱雑であるといった問題のある性格をさらに助長する。彼らは雑然としていて、注意散漫さを直し効率的に動くためにはきつい刺激を必要とする傾向がある、と他者からしばしばみなされる。しかしADHDのある成人の学習をする潜在能力や知能全般は、この障害をもたない成人の潜在能力や知能と全く異なるところがない。
子どもを担当する教師やケア従事者はしばしばADHDの症状に順応するが、大人と接する雇用主やその他の人たちはそのようなADHDの行動を症状とみなすことはより少ない。これはある程度は、症状が成長するにつれ変化するからである。ADHDのある大人は明らかな多動の行動をすることが少ない。その代わりに、ADHDのある大人は自分の多動性が内面化するにつれて自分は絶え間なく心が活動していると述べたり内面的な落ち着きのなさがあると述べたりすることがある。
ADHDの症状は個人ごとにさまざまに幅広く異なりうるし、一個人の生涯の間に幅広く変化しうる。ADHDの神経生物学が進展するにつれて、ADHDのある人が現す困難は実行機能を司る脳の部位に障害があることに起因することが明らかになりつつある。この脳の部位の障害は注意力を維持すること、計画を立てること、整理すること、優先順位をつけること、時間の配分、衝動の統制そして決断にかかわる障害を引き起こす。
これらの弱点が引き起こす障害は中程度のものから極端なものまで程度に幅がある。この障害は自分の生活を効率的に構成すること、毎日の仕事の計画を効率的に立てることへの無能力を引き起こす。起こりうることに気づいているときでさえ、そのことについて考えることやそのことに応じて行為することに無能となるということもこの障害は引き起こす。これらは学校や職場での出来の悪さを引き起こし、そのことは学校や職場での成績不振を生じる。若い成人の場合、交通違反を伴う車の運転歴の悪さやアルコール依存症ないしは薬物乱用の経歴が表面化することがある。こうした困難はしばしばADHDの人の観察される行動に起因する（例えば、衝動型の人が上司を侮辱した結果解雇される）。しかもこうしたことはADHDの人がそれを避けようと誠実に努力したり、そのことによって面倒なことになると本当に分かっていたりしても起こる。ADHDの人は同じ年ごろの大人や同様の経験をしてきた大人なら理解しているあるいは知っているはずのことをしばしば見落とす。これらの逸脱のせいでADHDのある人は他者から「怠け者」、「ばか」、「思いやりがない」などと呼ばれる。
問題がたまってくるにつれて自分についての悲観的な見解が確立されて、うまくいかないことの悪循環が組み立てられる。ADHDの成人のうち80%にのぼる人たちがうつや不安といった何らかの種類の精神の病的状態にある可能性がある。ADHDのある人の多くはそれに加えて読字障害のような学習障害を併発しており、このことはその人の困難の一因となっている。
ADHDのある成人に関する研究がこれまで示してきたところによると、非常に頻繁に彼らは子どものころ不名誉なことやうつを経験していて、その経験は通常無視されたと感じたり自分が仲間と異なると感じたりすることから生じている。これらの問題は強度のうつの問題、薬物乱用の問題そして人間関係の問題に一定の役割を果たしている可能性がある。そしてそれら人間関係などの問題はADHDのある成人のその後の人生に影響を及ぼす。

## 病態生理学
この30年間でADHD研究は大いに進展してきた。ADHDの原因を説明する統一理論はまだ一つも存在しない。遺伝的要因が重要な働きをしていると推測されており、環境的要因が症状の現れ方に影響を及ぼしているのかもしれないと言われてきた。
ADHDのある人は「実行機能」に難点があるということがだんだん受け入れられるようになってきた。ヒトのような高等生物の場合、前頭葉が実行機能を司っていると考えられている。成し遂げることを必要とする作業、その作業を成し遂げるために何かを構成すること、行為の帰結を査定すること、考えることや行為の優先順位をつけること、時間に絶えず注意していること、周囲との相互作用に気づいていること、割って入ってくる刺激に逆らって集中する能力、そして変わりゆく状況に適応することを思い起こすことを前頭葉は可能にする。
構造および／または機能画像処理技術、覚醒剤、心理介入に基づいたいくつかの系統の研究は、ADHDがある人のドーパミンおよびアドレナリンの経路にある変質を特定してきた。とりわけ前頭前野の諸領域の変質が最も大きいと思われる。ドーパミンとノルアドレナリンは脳機能の中で重要な役割を果たしている神経伝達物質である。ドーパミンとノルアドレナリンを吸い取る取り込み輸送体（uptake transporters）がADHDの人の脳では働きすぎていて、健常者よりもずっと速くシナプスからそれらの神経伝達物質を取り除いてしまう。このことは脳における処理の遅延やサリエンス（salience）を引き起こし、ワーキングメモリの働きを悪くすると考えられている。

## 診断
大人がADHDかどうかの診断は、症状が以前から認識されていなかったとしても、症状が子供のころにも現れていたかどうかを、過去にさかのぼって立証することを必要とする。統合失調症のような他の精神障害と同様、ADHDを診断する客観的な「検査」は存在しない。むしろADHDの診断は、家族から得た裏づけとなる証拠や過去の成績表などを含めて、幼児期までさかのぼって注意深く調べた症状の経歴を組み合わせたものである。
ADHDを診断するスクリーニング検査はうつ病、不安症あるいは薬物乱用のような他の疾患ないしは鑑別を要する疾患を除外しようとも努める。甲状腺機能亢進症のような他の疾患もADHDと似た症状を現すことがあるので、そういった他の疾患も除外する必要がある。自閉スペクトラム症の一つであるアスペルガー症候群は、ときどきADHDと間違われる。このように間違われるのは、実行機能の障害が一部のアスペルガー症候群の人に見られるためである。
アスペルガー症候群は、典型的には社会的に交流することの困難、限定的で繰り返されるパターンの行動、興味の対象が限定的であること、そして過敏症を含む感覚処理の障害も伴う。このことに加えて、ADHDのある大人の多くは不安症やうつ病から薬物乱用に至るさまざまな他の合併症にもかかっているために、大人にADHDがあるかどうかについての診断の質はしばしば歪められうる。
診断されるかもしれないと思ってやってくる成人の患者の査定は、自身の経歴、情報そして洞察を提供する能力がより高いおかげで、子供の査定よりも正確なものでありうる。しかしながら多くの人々、とりわけ知能の高い人たちは、ADHDの障害を隠す対処方法を上達させるのであり、それゆえ彼らは診断や治療を求めないということは、これまで注意されてきた。
IQテスト、標準学力テスト、ないしは神経心理学的テストといった公式のテストや査定手段は、概してADHDのある人を特定するのには役に立たない。さらに、現在利用できるどの生理学的ないしは医学的尺度も、診断をする上で完全ではない。しかしながら、心理教育的テストや医学的テストは、ADHDと似た行動と関連があるかもしれない疾患（例えば学習障害、精神遅滞、アレルギー）であると診断したり、その疾患を排除したりするのに役立つ。
アメリカ合衆国では、医療と精神衛生の専門家はアメリカ精神医学会の「精神障害の診断と統計マニュアル」（DSM）に従っている。他のところでは医療従事者は、しばしば世界保健機関（WHO）が発行している「疾病及び関連保健問題の国際統計分類」（ICD）を用いている。これらのマニュアルや分類はときおり更新されて、知識や治療法の変化を取り入れている。例えば、（1994年に公表されて2000年に修正や若干の変更が行われた）DSM-IVの下では、成人のADHDの診断基準はおおむね子供と同じ診断基準に従っていた。しかしDSM-5の修正案は、ADHDのいくつかの症状に関して、子供と成人の症状の現れ方を区別している。

## 治療
大人のADHDのために推奨される治療は、（行動的ないしは認知的な）心理社会的介入、薬物療法、職業訓練への介入、そして定期的な経過観察支援からなる複合アプローチを含むべきである。治療はしばしばADHDおよびあるかもしれない併存疾患の症状に対処するために選ばれた薬物療法から始まる。薬物療法だけでは、ときおりADHDの生理的症状を直すのに有効だけれども、多くの大人が獲得してきた技能の不足に対処できることはできないのであり、これは彼らのADHDが原因である（例えば、ある患者は薬物療法で集中力を取り戻すかもしれないが、整頓する、優先順位をつける、そして効果的にコミュニケーションをするといった技能を獲得するには、他者に時間をかけて付き合ってもらう必要がある）。

### 薬物療法
ADHDを治療するのを助ける薬物療法には精神刺激薬と非精神刺激薬がある。薬物療法の指針や薬物療法に利用できるさまざまな選択肢が利用できるかどうかは、患者がどの国に住んでいるかによって異なるものになりうる。

#### 精神刺激薬
イギリスでは、臨床ガイドラインによると、精神刺激薬を第1選択薬として使用することが勧められる。イギリスでは、物質使用障害ないしは他の禁忌のために精神刺激薬を用いた治療をされえない人には、アトモキセチンが第1選択薬として提案される。カナダでは、メチルフェニデートあるいはリスデキサンフェタミンを第1選択薬とすることが臨床ガイドラインで提案されている。カナダの第2選択薬はアトモキセチンを含む。

#### 非精神刺激薬
非精神刺激性のアトモキセチン（ストラテラ）は大人のADHDのための効果的な治療法でありうる。アトモキセチンには精神刺激薬に似た半減期があるとはいえ、アトモキセチンには抗鬱薬に似た治療効果の発現の遅延が見られる。規制薬物である精神刺激薬とは異なり、アトモキセチンには中毒になる可能性がほとんどない。アトモキセチンは第一にノルアドレナリン再取り込み阻害剤であるがゆえに、集中力の欠如を主な症状とするタイプの注意欠如の人たちにとりわけ効果がある。アトモキセチンはアンフェタミンあるいはメチルフェニデートの副作用に耐えられない成人にしばしば処方される。アメリカ食品医薬品局もADHDのためにアトモキセチンを承認している。まれではあるが深刻になりうる副作用には肝臓の損傷や自殺念慮の増大がある。
ブプロピオンおよびデジプラミンは、ADHDを統制するときに、とりわけ重い鬱病が合併しているときに、有効であることを示すいくらかの証拠が実証されてきた抗鬱剤である。抗鬱剤の治療効果は小さいのではあるが。

### 心理社会的療法
行動療法を含む心理療法は、ADHDのある成人が自分の行動を管理することを、そして整頓を改善するための技能や日々の課題の効率性を改善するための技能を提供することを、助けることができる。成人における薬物療法と並んで心理学的介入もまた欠如の症状を軽くするのに効果的でありうるということを研究は示してきた。大人のADHDを治療するときに薬物療法と並んで認知行動療法（CBT）にも果たしうる役割があることを示す証拠が出現してきている。ADHDの治療は患者にマインドフルネスの技法あるいは瞑想を教えることも含みうる。認知行動療法と併せて、これらの技法も患者が自分の思考や感情を理解し受け入れる方法を学び、焦点調整や集中を改善するのを可能にする。

## 疫学
北米とヨーロッパでは、成人の3から5％にADHDがあると推定されている。ADHDのある成人のうちおよそ10%の人たちが正式の診断を受けている。（まだ診断されていない患者も含めて）世界人口の5%の人たちにADHDがあると推定されている。世界保健機関の世界精神保健調査構想（World Mental Health Survey Initiative）との関わりで、研究者たちは南北アメリカ大陸、ヨーロッパそして中東の10ヶ国における18歳から44歳までの11,000人以上の人たちを検査した。これに基づいて、人口に対する成人のADHDの比率を平均3.5％、比率の幅を1.2から7.3％と研究者たちは推定し、高所得の国々の有病率（4.2%）と比べて低所得の国々の有病率（1.9%）はかなり低いとも彼らは推定した。成人のADHDはしばしば他の疾患と同時に起こる、そしてこのことは相当な任務障害（role disability）と関連がある、と研究者たちは結論づけた。ADHD自体の治療を受けている成人はほとんどいないことを研究者たちは見出したのであるが、多くの患者は同時に起こる疾患の治療を受けている。

## 歴史
アレクサンダー・クリクトン（Alexander Crichton）は1798年に「心的な落ち着きのなさ」について執筆する中で注意の障害についての初期の研究を行った。ジョージ・スティル卿（Sir George Still）は1900年代初頭からこの基礎疾患について認識するようになった。症状に対する薬物療法の効能は1930年代に発見され、研究は20世紀を通して続けられた。1970年代初頭から成人のADHDが研究され始め、この疾患への世界的な関心が高まるにつれ、ますます研究が行われるようになった。
現在はADHDとして知られている疾患は、かつてそう思われていたようにつねに青年期に消えてなくなるわけではないということに研究者たちが気づき始めたのは1970年代のことである。子どもが経験する疾患にすぎないということを超えるADHDの定義の拡張は、主に多動性ではなく不注意の診断に注目することによって成し遂げられた。同じころ、いくつかの症状もまた治療を受けている子の多くの親たちの間で注目された。1978年には成人もこの疾患にかかると公式に認められた。この疾患はしばしば成人のADDと非公式に呼ばれたのだが、このようにADHDのHが抜けているのは、多動性（hyperactivity）と関わりのある症状は成人では一般に顕著ではないためである。

## 社会と文化
成人のADHDは、子どものADHDと同様に、もしこの障害が個人の主要な生活の活動をかなり制限するのならば、1973年リハビリテーション法や（2008年に改正された）障害を持つアメリカ人法といった法律を含む米国連邦の障害者差別を禁止する法律の下における障害に相当する障害と認められる。障害に相当するADHDがある成人のために、職場には相応の便宜を図る義務があり、そして教育機関には適切な教育機関の調整ないしは修正をもたらす義務がある。これはその人がより効率的かつ生産的に働くのを助けるためである。
2004年の研究が推定しているところによると、ADHDのある成人と他の人との年間所得の違いは、高卒の人を比べるとADHDのある人の方が$10,791少なく、大卒の人を比べるとADHDのある人の方が$4,334少ない。成人のADHDがアメリカで生産性にもたらしている全損失は$770億以上だとこの研究は推定している。他方で、アルコール以外の薬物乱用による損失は$580億、過度のアルコール摂取による損失は$850億、そして鬱病による損失は$430億と推定されている。

## 論争
ADHDをめぐる論争の主題には次のものがある。
- ADHDは本当に障害として存在するのか
- ADHDの原因
- 子どもに精神刺激薬を使うことを含めた、ADHDの診断方法と治療方法
- 過剰診断がありうること
- ADHDと誤診された結果、本当の基礎疾患の治療が手薄になること
- アメリカ精神医学会が覇権的な営業をしている疑惑
- ADHDと診断された子どもについての否定的な固定観念

ADHDについて、少なくとも1970年代からこれらの主題をめぐる議論が行われてきた。

## TV番組
- 発達障害　あなたの疑問に答えます!「大人の注意欠如・多動症（ADHD）」『きょうの健康』（Eテレ、2019年10月28日[1]）

## 関連文献

### 書籍
- 岩波明『大人のADHD : もっとも身近な発達障害』〈ちくま新書〉2015年。
- 岩波明 監修『おとなの発達障害 診断・治療・支援の最前線』光文社、2020年8月。ISBN 9784334044916。
- 岩波明 編『これ一冊で大人の発達障害がわかる本』診断と治療社、2023年3月。ISBN 9784787825582。
- 榊原洋一、高山恵子『図解よくわかる大人のADHD（注意欠陥多動性障害） : 発達障害を考える　心をつなぐ』ナツメ社、2013年。
- 司馬理英子『大人のADHD』〈講談社+α文庫〉2015年。
- 司馬理英子『よくわかる大人のADHD（注意欠如／多動性障害）　最新版』主婦の友社〈こころのクスリBOOKS〉、2017年。
- 高山恵子『ADHDの人のためのアンガーマネジメント : イライラしない、怒らない』講談社〈健康ライブラリースペシャル〉、2016年。

### 雑誌
- 加藤進昌「その行動も?　身近な発達障害　大人は生活の工夫で改善」『きょうの健康』2021年6月号、NHK出版。
- 加藤進昌「その行動も?　身近な発達障害　女性・高齢者は見落とされやすい?」『きょうの健康』2021年6月号、NHK出版。